# Круглый (остров, Красноярский край)
Кру́глый — остров архипелага Северная Земля. Административно относится к Таймырскому Долгано-Ненецкому району Красноярского края.
Входит в состав Известняковых островов. Расположен в центральной части архипелага между островами Комсомолец и Октябрьской Революции (ближе к острову Октябрьской Революции) в западной части пролива Красной Армии. Расстояние до острова Комсомолец — 6,7 километра, до острова Октябрьской Революции — около 500 метров. В 500 метрах к северу от Круглого лежит другой остров группы — остров Горбатый.
Имеет почти ровную круглую форму диаметром около 1,75 километров. Берега пологие. В центральной части — невысокая скала.